# Thyridanthrax incipiens
Thyridanthrax incipiens är en tvåvingeart som beskrevs av Mario Bezzi 1924. Thyridanthrax incipiens ingår i släktet Thyridanthrax och familjen svävflugor. Inga underarter finns listade i Catalogue of Life.